# Victor van Solothurn

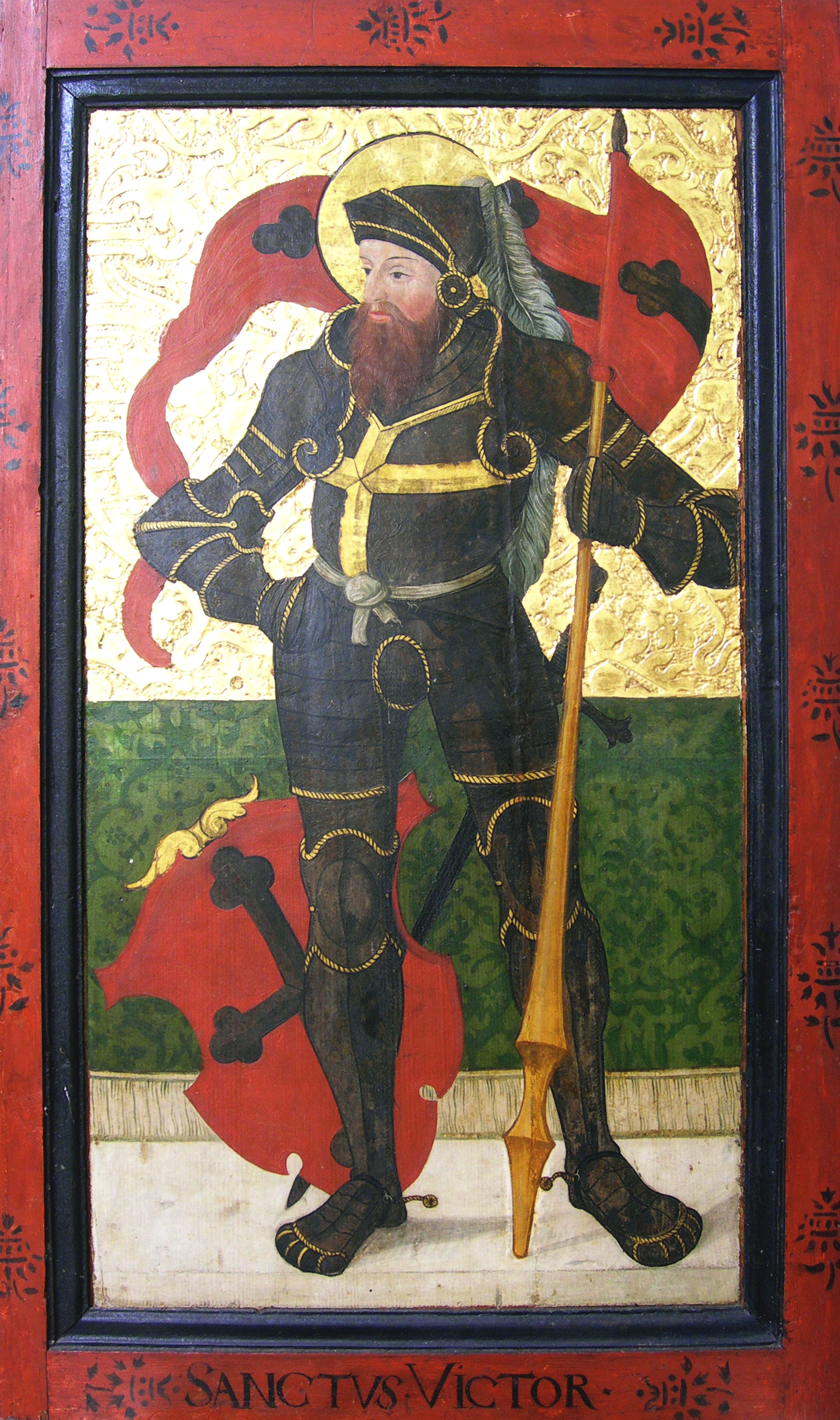
De H. Victor van Solothurn, Museum Blumenstein, Solothurn

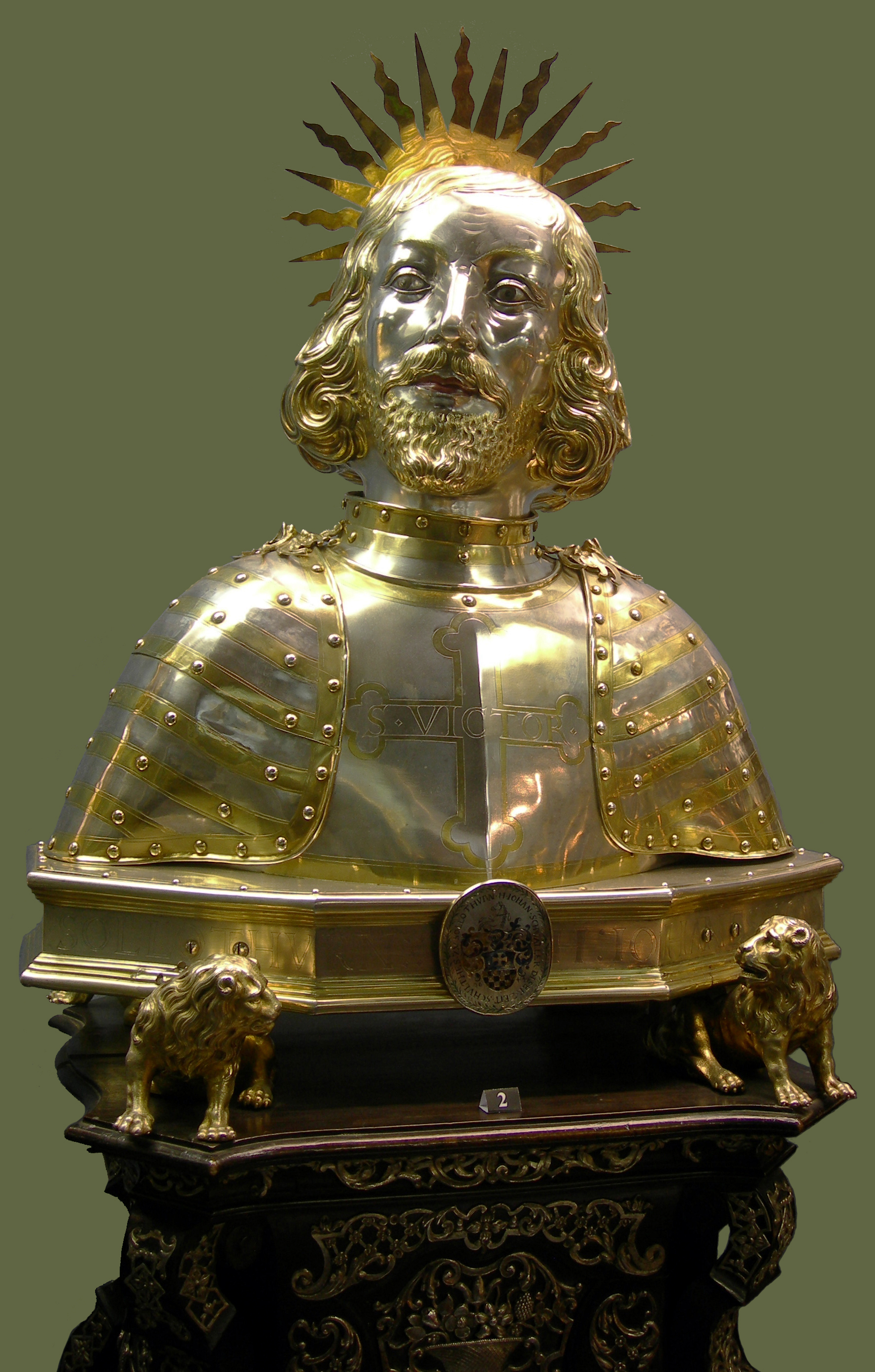
Reliekschrijn van de H. Victor in Solothurn

Victor van Solothurn, ook bekend als Victor van Genève is een heilige van de Rooms-Katholieke Kerk. Zijn feestdag is op 30 september.
Volgens de overlevering was Victor een van de leden van het Thebaanse Legioen, een groep uit Neder-Egypte afkomstige strijders die onder leiding van de H. Mauritius Europa binnentrokken om de Galliërs te pacificeren. Aangekomen in Agaunum, het tegenwoordige Sankt Moritz weigerden de legionairs te offeren aan de Romeinse Goden, hetgeen hun op de marteldood kwam te staan.
Victor wist aanvankelijk samen met de H. Ursus te ontkomen, maar nabij Solothurn werden beiden gearresteerd en ter dood gebracht. Victors dood was aanleiding voor de H. Verena om vanuit Milaan de Alpen over te trekken om nabij zijn graf te kunnen bidden en vasten.
Victor is de patroonheilige van de stad Genève.